# 澳東蛇屬
澳東蛇屬（學名：Tropidechis）是蛇亞目眼鏡蛇科下的一種有毒蛇屬，主要分布於澳洲昆士蘭及新南威爾士等地區。

## 物種
- Tropidechis carinatus（Krefft, 1863）
- Tropidechis sadlieri（Hoser, 2003）

## 外部連結
- （英文）TIGR爬蟲類資料庫：澳東蛇屬